# Вашингтон Тауншип (округ Нортамберленд, Пенсільванія)
Вашингтон Тауншип (англ. Washington Township) — селище (англ. township) в США, в окрузі Нортамберленд штату Пенсільванія. Населення — 753 особи (2020).

## Демографія
Згідно з переписом 2010 року, у селищі мешкало 746 осіб у 279 домогосподарствах у складі 213 родин. Було 316 помешкань
Расовий склад населення:
| - 98,0 % — білих - 0,1 % — вихідців з тихоокеанських островів - 0,1 % — корінних американців - 0,1 % — чорних або афроамериканців - 0,1 % — азіатів |

До двох чи більше рас належало 0,8 %. Частка іспаномовних становила 1,1 % від усіх жителів.
За віковим діапазоном населення розподілялося таким чином: 26,4 % — особи молодші 18 років, 56,3 % — особи у віці 18—64 років, 17,3 % — особи у віці 65 років та старші. Медіана віку мешканця становила 41,4 року. На 100 осіб жіночої статі у селищі припадало 97,9 чоловіків;  на 100 жінок у віці від 18 років та старших — 99,6 чоловіків також старших 18 років.
Середній дохід на одне домашнє господарство  становив 61 033 долари США (медіана — 49 844), а середній дохід на одну сім'ю — 67 298 доларів (медіана — 63 125). Медіана доходів становила 40 500 доларів для чоловіків та 32 875 доларів для жінок. За межею бідності перебувало 11,6 % осіб, у тому числі 18,8 % дітей у віці до 18 років та 11,4 % осіб у віці 65 років та старших.
Цивільне працевлаштоване населення становило 321 особа. Основні галузі зайнятості: освіта, охорона здоров'я та соціальна допомога — 20,6 %, виробництво — 19,0 %, будівництво — 14,6 %, роздрібна торгівля — 10,3 %.